# Козаченко Вадим Геннадійович
Козаченко Вадим Геннадійович (нар. 13 липня 1963, Полтава, Українська РСР) — радянський та російський естрадний співак, колишній соліст української групи «Фристайл», Заслужений артист Російської Федерації (2011). 
Підтримує путінський режим та війну Росії проти України. Фігурант бази даних центру «Миротворець»

## Кар'єра співака
Уперше виступив на сцені у 1985 році. У 1987—1989 рр. — вокаліст  ВІА «Фестиваль». У 1989—1991 рр. був солістом групи  «Фрістайл». У 1991 році вийшла пісня «Больно мне, больно!», що стала візитною карткою співака.
У 1992 році Козаченко пішов з гурту і розпочав сольну кар'єру. За наступні сім років він записав три альбоми своїх пісень і кілька збірок. У той період з ним співпрацювали Володимир Матецький, і В'ячеслав Малежик. Авторами текстів були Олександр Шаганов, Юлія Кадишева та Григорій Бєлкін.
Після довгої перерви у 2005 році відновив концертну діяльність. У 2008 році взяв участь в шоу «Суперстар-2008». 2011 року - в програмі «Музичний ринг» на телеканалі НТВ. У 2011 році удостоєний звання «Заслужений артист Російської Федерації», у Кремлівському палаці відбувся сольний концерт, присвячений 25-річчю його професійної діяльності. 2017 року в Кремлівському палаці в Москві відбувся великий черговий концерт. 
У січні 2023 року взяв участь у сьомому сезоні шоу "Три акорди" на Першому каналі та у 4 сезоні шоу "Маска" на НТВ в образі Їжатця.

## Особисте життя
Вперше одружився у 21-річному віці у Полтаві, після народження дочки пара розлучилась. Вдруге одружився у Москві, шлюб тривав років. Втретє одружився на Ірині Аманті — співвласниці «Русского радио» в США, яка виступила організатором концертів співака в Америці. Через кілька років пара розлучилась.
У квітні 2014 року одружився з Ольгою Мартиновою, яка значно молодше артиста, у 2016 році в сім'ї почалися проблеми, 2018 року пара розлучилася.  Син Філіп (нар. 2017). 

## Громадянська позиція
Підтримує вторгнення Росії в Україну.

## Санкції
Вадим Козаченко займався пропагандою путінського режиму та підтримкою війни проти України.
19 жовтня 2022 року доданий до санкційного списку України.

## Дискографія

#### У складі групи «Фрістайл»
- 1989 — «Получите!»
- 1989 — «Получите! Дубль-2»
- 1990 — «Получите! Дубль-3»
- 1992 — «Четвёртая серия»

#### Сольні альбоми
- 1993 — «Всё сначала»
- 1995 — «Благослови»
- 1996 — «Скатертью дорога»
- 1996 — «Прощай навеки…»
- 1999 — «Ночные дожди»
- 2007 — «Два берега одной судьбы»
- 2011 — «…а мне не больно!»
- 2018 — «Глаза в глаза»